# Oriartorfik

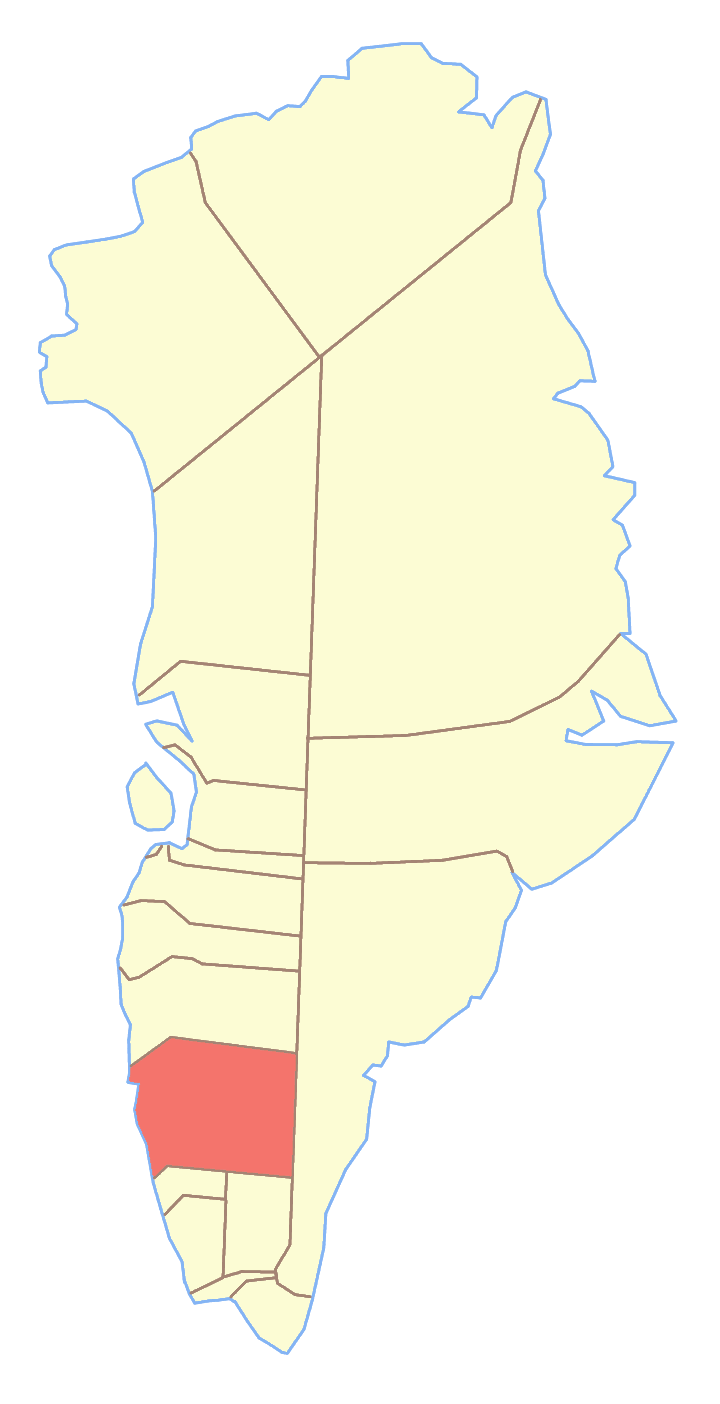
Ex comune di Nuuk, dove si trovava l'Oriartorfik

L'Oriartorfik è una montagna della Groenlandia di 1012 m. Si trova a 64°11'N 51°22'O; appartiene al comune di Sermersooq.